# Вельськ
Вельськ (рос. Вельск) — місто (з 1780 року) в Архангельській області, Російська Федерація. Місто розташоване на лівому березі річки Вага при впадінні до неї річки Вель, за 545 км від Архангельська.

## Населення міста
| Рік  | Населення, тис. |
| ---- | --------------- |
| 1939 | 6,7             |
| 1959 | 16,9            |
| 1970 | 21,9            |
| 1989 | 26,0            |
| 2002 | 26,2            |
| 2009 | 25,9            |

## Відомі люди
- Борис (Шипулін) (1876–1938) — єпископ Російської православної церкви, архієпископ Ташкентський.
- Георгій Дмитрович Карпеченко (1899–1941) — видатний радянський генетик і селекціонер.
- Юрій Зайцев — український історик, кандидат історичних наук (1989), старший науковий співробітник відділу новітньої історії Інституту українознавства ім. І.Крип’якевича НАН України.